# Le Creuset

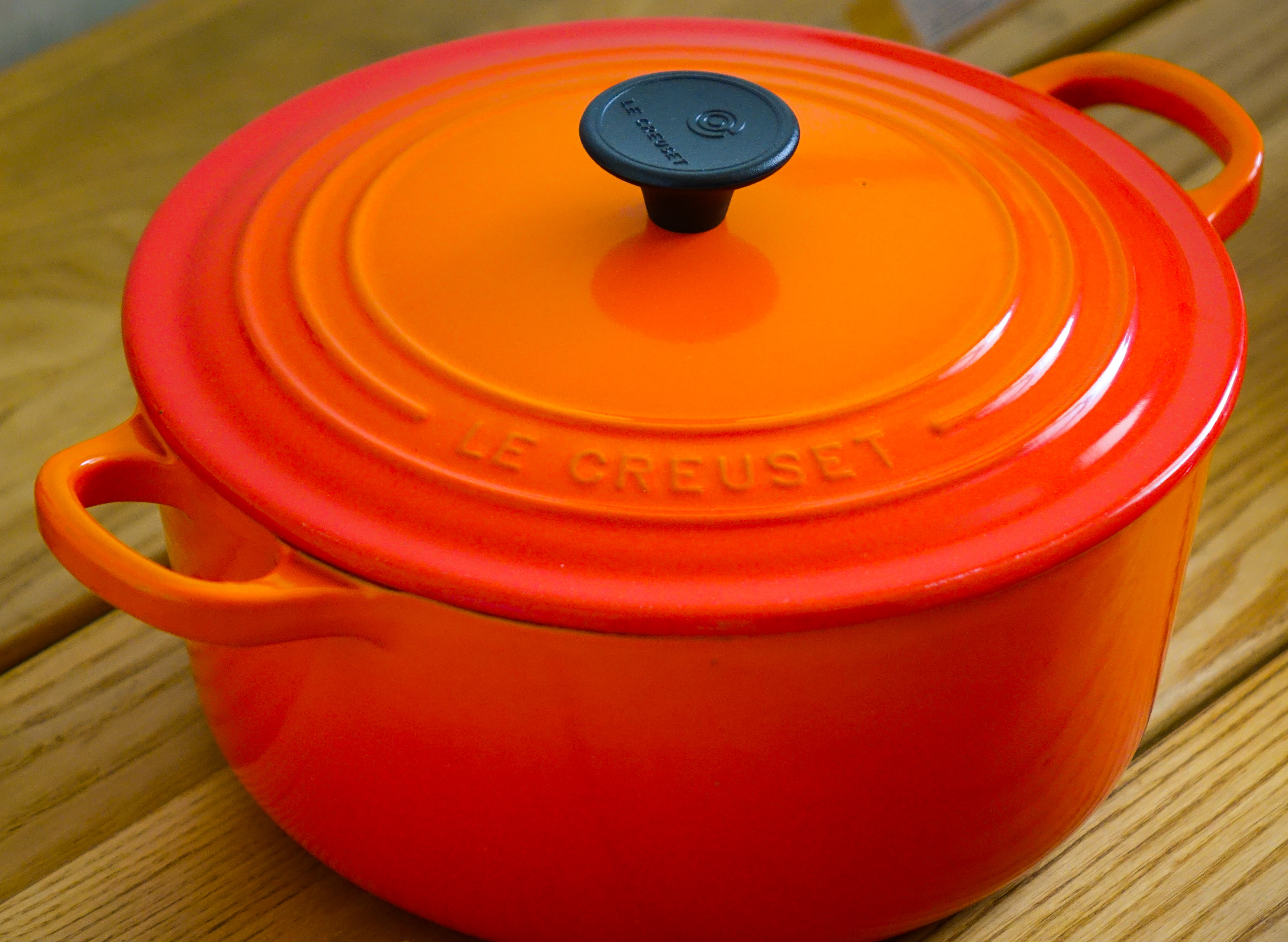
Cocotte classique en fonte émaillée « orange volcanique »

Le Creuset est une entreprise franco-belge d’ustensiles de cuisine, connue principalement pour ses cocottes en fonte émaillée. L'entreprise fabrique aussi des accessoires de cuisine comme le tire-bouchon « Screwpull ».

## Histoire

### Le Creuset
L'entreprise a été fondée en 1925 par deux Belges, le spécialiste du moulage Armand Desaegher et l'émailleur Octave Aubecq, à Fresnoy-le-Grand, dans l'Aisne, au carrefour de voies de transport du fer, du coke et du sable.
Le nom de "Le Creuset" fait référence au creuset , étant un récipient dans lequel on fond des matières premières.
La couleur « orange volcanique », rendue possible par les nouvelles techniques d'émaillage en couleurs vives, a été mise en pratique dès les premières productions, voulant imiter la teinte orange intense de la fonte en fusion dans un creuset.
En 1957, Le Creuset a racheté les fonderies de Cousances et a commencé à produire des articles tels que grils et services à fondue.
Dans les années 1950, le designer Raymond Loewy a introduit un type de batterie de cuisine futuriste (notamment une cocotte couleur vert anis dénommée « coquelle » en 1958). Plus tard, dans les années 1970, Enzo Mari a conçu des cocottes et caquelons distinctifs, avec des couvercles en forme de dôme et des poignées typiques. En 1987 est lancée la gamme « Futura » du designer Jean-Louis Barrault.
En 1970, Le Creuset acquiert des fonderies Godin, à Guise.
L'entreprise Le Creuset, en difficultés financières, a été rachetée en 1988 par Paul Van Zuydam, industriel britannique d’origine sud-africaine,. Elle retrouve sa vitalité au début des années 1990 par la politique d'exportation mise en place par la nouvelle direction : elle sort des circuits traditionnels de la vente en grande distribution en 1995 et se tourne vers le haut de gamme.
En 1995, Le Creuset a commencé à produire de nouvelles catégories de produits en acier inoxydable, grès, silicone, acier émaillé et aluminium anodisé.

### Screwpull

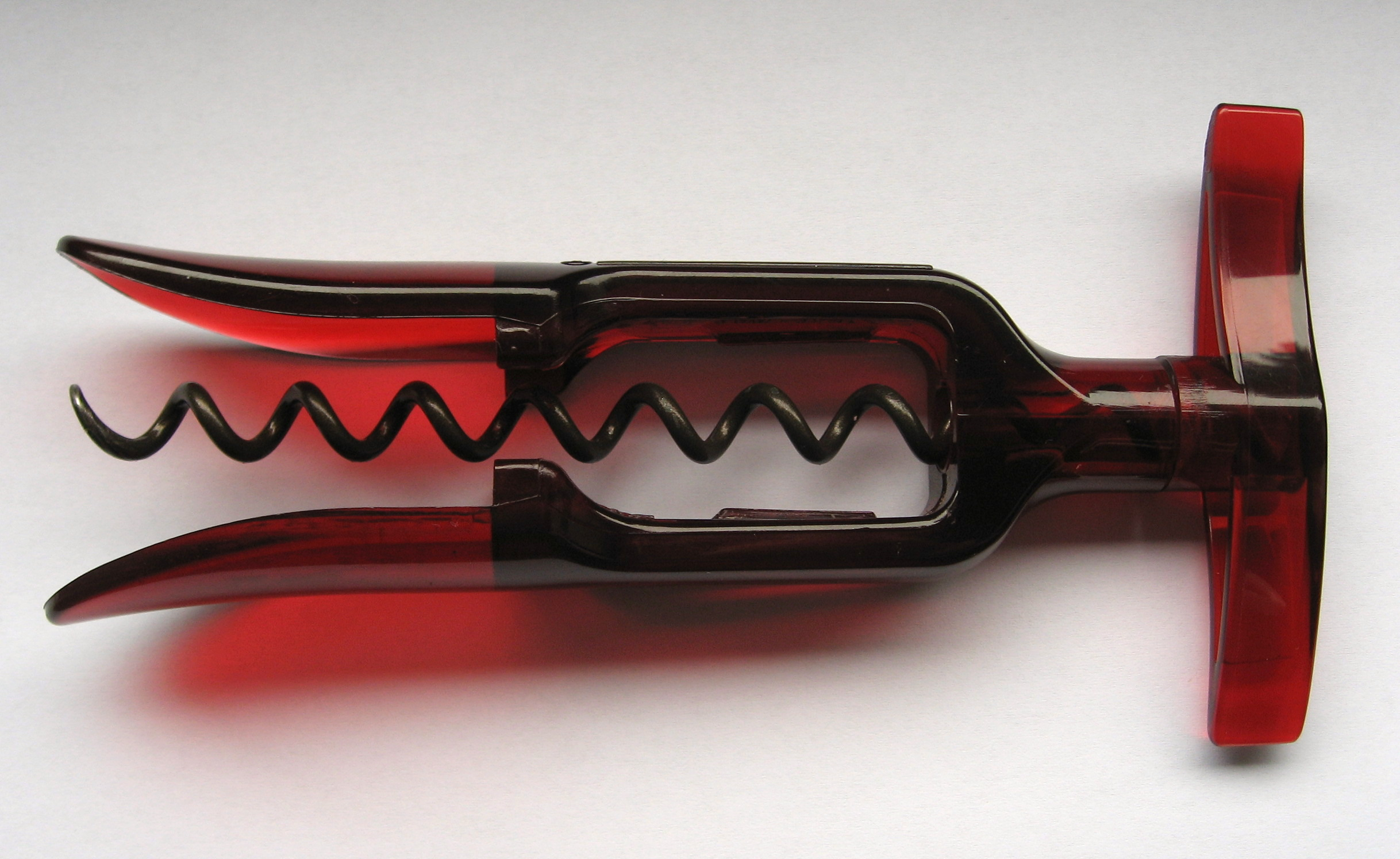
Tire-bouchon Screwpull

En 1991, Le Creuset a racheté la société américaine Hallen International Inc et sa marque « Screwpull », produisant son système de tire-bouchon depuis 1979 et spécialisée dans les accessoires pour vins et champagnes.
Le tire-bouchon « Screwpull » a été présenté par Robert Hallen en 1979. Le dispositif était destiné à faciliter l'ouverture des bouteilles de vin, même récalcitrantes. Le Screwpull est mis en œuvre d'un seul geste rotatif. Sa longue mèche recouverte de téflon réduit la friction dans le liège,.
Le Screwpull fait partie de la collection permanente du Museum of Modern Art.

## Activités

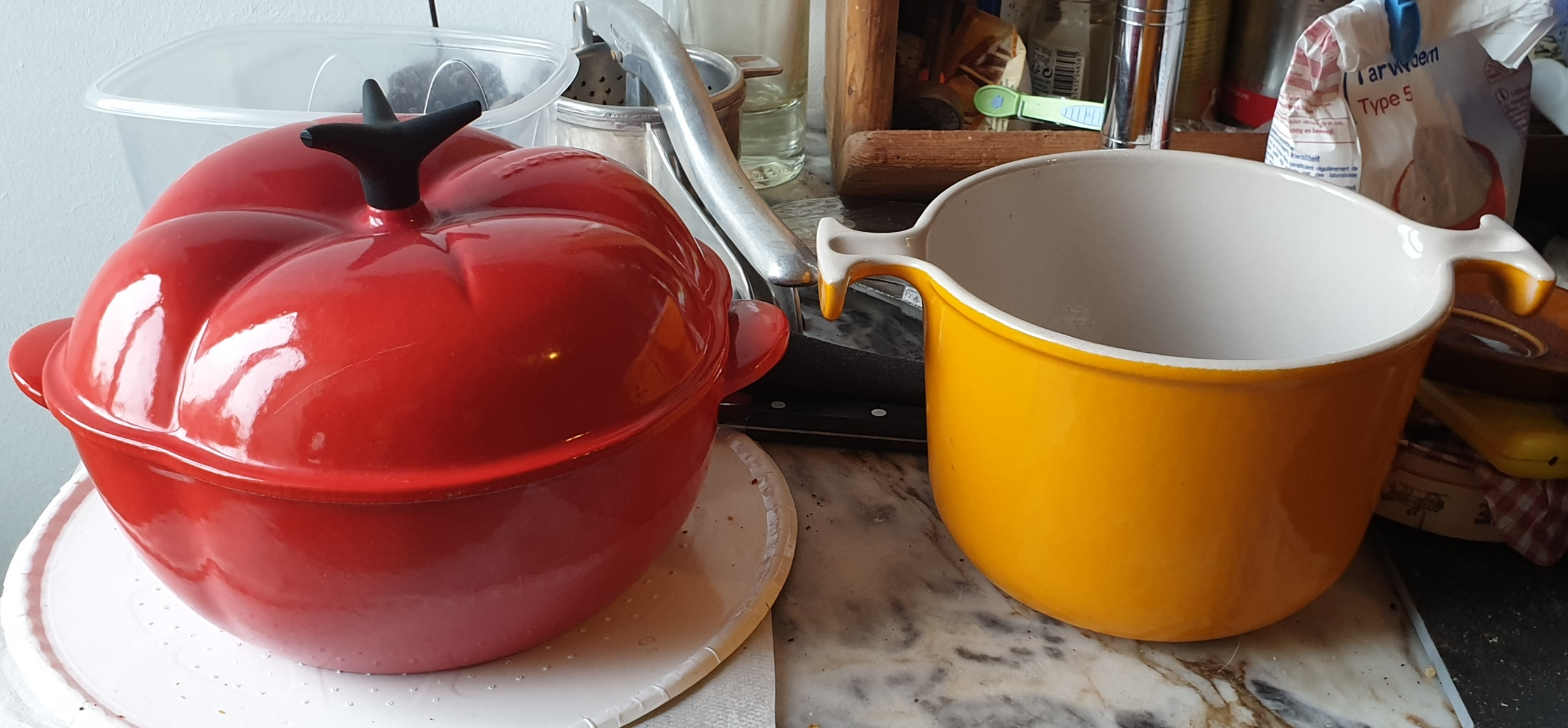
Cocotte tomate et caquelon Enzo Mari, en fonte émaillée.

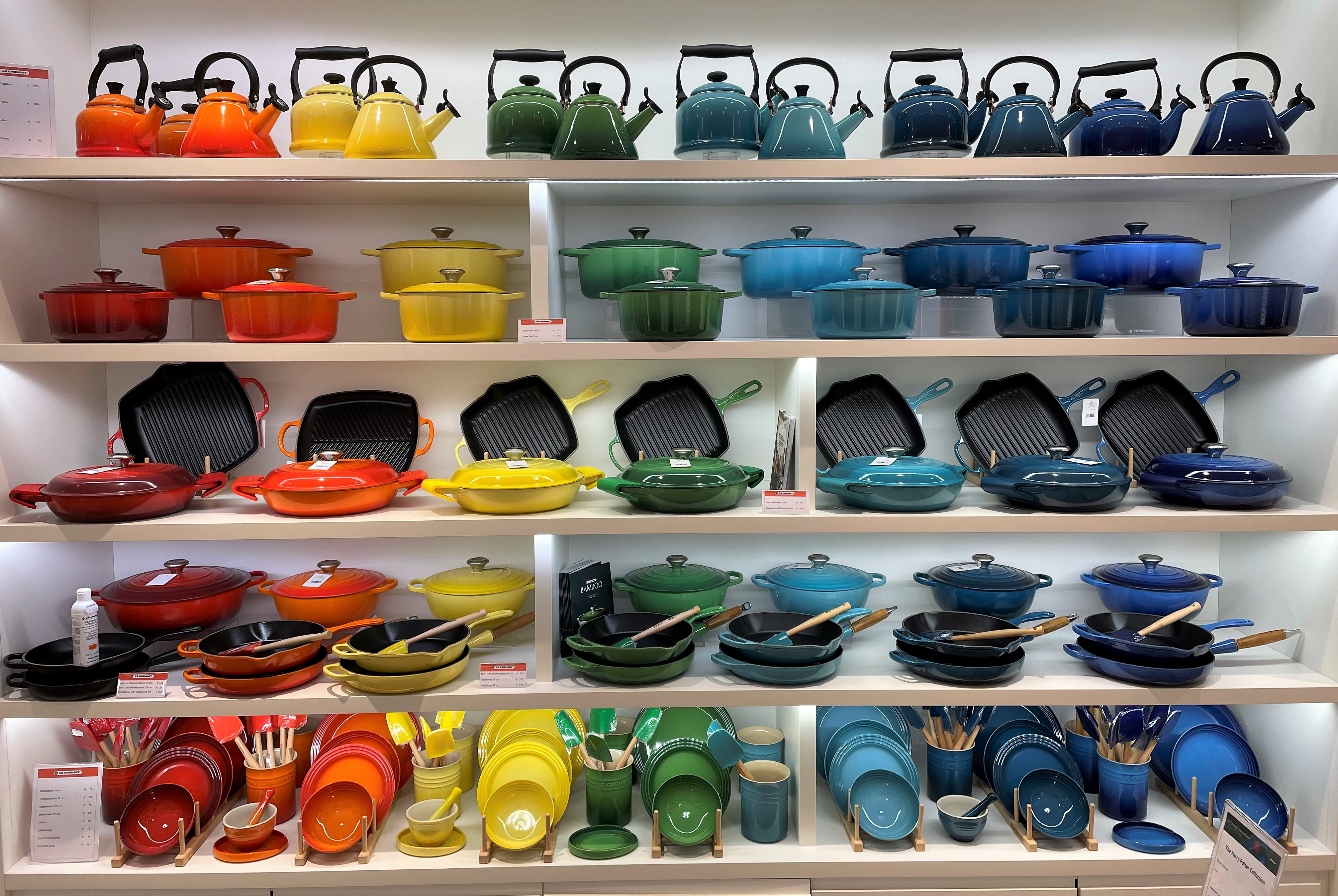
Assortiment de produits Le Creuset, dans un magasin à Düsseldorf.

En 2011, Le Creuset est leader mondial des articles culinaires en fonte émaillée, avec plus de 70 % de parts de marché ; l'entreprise réalise à l'exportation 93 % de son chiffre d’affaires, évalué aux alentours de 250 millions d'euros. La totalité des articles en fonte est toujours fabriquée en France, tandis que d'autres articles, comme ceux en tôle émaillée et divers ustensiles, sont produits en Thaïlande. Le hors-fonte représentait 35 % de la production en 2010. Le groupe emploie 2 000 personnes répartis entre son site de production (600 salariés) et ses 25 filiales de commercialisation (Japon, Afrique du Sud, États-Unis, Brésil).